# Historia starożytnych Greków
Historia starożytnych Greków – podręcznik akademicki wydany w trzech tomach, obejmujący historię starożytnej Grecji oraz innych terenów zamieszkiwanych w starożytności przez Greków. Głównymi autorami podręcznika są Ewa Wipszycka i Benedetto Bravo, w tomie II autorami rozdziałów są również Marek Węcowski i Aleksander Wolicki.

## Historia wydania
Tom I podręcznika został wydany w 1988 roku nakładem wydawnictwa PWN. Obejmował on historię starożytnej Grecji do końca epoki archaicznej i wielką kolonizację. W tym samym wydawnictwie autorzy wydali w 1992 roku również tom III, opisującą okres hellenistyczny. Tom II dotyczący Grecji klasycznej został wydany w roku 2009 nakładem Wydawnictw Uniwersytetu Warszawskiego, które rok później opublikowało drugie wydanie tomu III, poszerzone o wyprawę Aleksandra Macedońskiego .

## Recenzje
W recenzji tomu I Iza Bieżuńska-Małowist pochwaliła oparcie podręcznika na szerokiej literaturze obcojęzycznej, co pozwoliło na zaprezentowanie aktualnego stanu badań. Za wyjątkowo udane uznała sekcje dotyczące kwestii homeryckiej oraz religii greckiej. Jako jedną z ważniejszych zalet recenzentka przedstawiła wyróżnienie w książce kwestii dyskusyjnych, skrytykowała jednak niekonsekwencje w tej praktyce – zwłaszcza w sekcjach pisanych przez Benedetto Bravo poglądy autora przestawione są bez wskazania argumentów strony przeciwnej. Bardzo krytyczny ton książki może jednak, według recenzentki, negatywnie wpłynąć na przyswajalność wiedzy przez studentów I roku. Nie pochwalała ona również negatywnego obrazu ustaleń badań archeologicznych. Iza Bieżuńska-Małowist wytknęła również pracy pewne błędy merytoryczne wynikające z pośpiechu oraz niedbały język .
W recenzji tomu II Lech Trzcionkowski zauważył, że cała trylogia kierowana jest do inteligentnych odbiorców nauczonych przez szkołę średnią krytycznego myślenia, co jego zdaniem przy obecnym systemie edukacji znacznie zawęża krąg odbiorców. Recenzent wyraził wątpliwość, by Historia starożytnych Greków była odpowiednim podręcznikiem dla studentów I roku studiów licencjackich, natomiast polecił ją studentom studiów II i III stopnia. Do wad dzieła recenzent zaliczył podział na bardzo nierówne objętościowo rozdziały. Za dyskusyjne uznał także ich kolejność – zwłaszcza rozpoczęcie podręcznika od części poświęconej greckiej sztuce wojennej oraz umieszczenie rozdziału poświęcony Grekom na terenach skolonizowanych między kulturą a gospodarką. W rozdziałach poświęconych pięćdziesięcioleciu i wojnie peloponeskiej zdaniem Trzcionkowskiego Aleksander Wolicki za bardzo polega na przekazie Tukidydesa i jego dzieła, ignorując przy tym inne potencjalne źródła (wymieniona została mowa Andokidesa „O pokoju z Lacedemończykami”). Apologia Tukidydesa propagowana przez Benedetto Bravo powinna raczej zostać zaprezentowana w części poświęconej kwestiom spornych. Spośród przedstawionych wykładów Trzcionkowski za szczególnie wartościowe uznał rozdział poświęcony demokracji ateńskiej Wolickiego, rozdział o kulturze Benedetto Bravo i syntezę gospodarki i niewolnictwa przedstawioną przez Ewę Wipszycką .
Bartłomiej Czajka w recenzji tomu III (drugiego wydania) chwalił dodany rozdział o podbojach Aleksandra, stwierdza natomiast, że pozostałe zmiany wprowadzone w pracy mają w większości charakter kosmetyczny. Do wyjątków pod tym względem zalicza uzupełnienie bibliografii oraz poszerzenie rozdziału charakteryzującego kulturę i politykę epoki hellenistycznej. Recenzent ubolewa nad słabą stroną techniczną wydania oraz jego niskim nakładem (1000 egzemplarzy) .